# Die drei !!!

Logo der drei !!!

Die drei !!! – Detektivgeschichten für clevere Mädchen (gesprochen: Die drei Ausrufezeichen) ist eine Detektiv- und Jugendbuchserie im Verlag Franckh-Kosmos für Mädchen ab acht Jahren. Es wurden bisher über 115 Bücher der Reihe veröffentlicht, außerdem gibt es bisher über 100 Hörspielfolgen.
Am 25. Juli 2019 kam der erste Film der drei !!! in die Kinos, der unter der Regie von Viviane Andereggen unter anderem mit Jürgen Vogel und Armin Rohde besetzt ist.
Der Streaming-Dienst Disney+ hat im September 2023 eine zehnteilige Serie mit dem Titel Die drei !!! veröffentlicht, die auf den Büchern basiert.

## Konzept
Nach Vorbild der seit 1968 im Franckh-Kosmos-Verlag erscheinenden Reihe Die drei ??? wurde 2006 eine Detektivserie speziell für Mädchen ins Leben gerufen. Die drei !!! ermitteln in ähnlicher Weise wie die drei ???.
Maja von Vogel, Henriette Wich, Petra Steckelmann (ab Band „Skandal auf der Rennbahn“), Mira Sol (ab Band „Jagd im Untergrund“), Ann-Katrin Heger (ab Band „Gorilla in Not“), Kari Erlhoff (ab Band „Der Fall Dornröschen“), Kirsten Vogel (ab Band 64 „Der Graffiti-Code“) und Jule Ambach (ab Band 94 „Unheimliches Meeresleuchten“) sind die Autorinnen der Reihe und Ina Biber ist die Hauptillustratorin. Die Buchserie enthält nach ähnlichem Muster wie die Vorbildreihe Geschichten um ein jugendliches Detektivtrio. Die drei Hauptfiguren Kim Jülich, Franziska „Franzi“ Winkler und Marie Grevenbroich sind die weiblichen Pendants zu den drei ???. Im Gegensatz zu den drei ??? liegen die Orte der Handlung der drei !!! nicht im Großraum Los Angeles, sondern, wie bei TKKG, in einer fiktiven deutschen Stadt.
Ähnlich wie bei den drei ??? gibt es in jeder Folge sich wiederholende Elemente:
- „Darf ich Ihnen unsere Visitenkarte überreichen?“ – ab Folge 2, da in der ersten Folge der Gründungsprozess beschrieben wurde und die Karte erst im Anschluss entstanden ist.
- „Die drei Ausrufezeichen – 1, 2, 3 – Power!“ – ab Folge 2 zu Beginn jeder Ermittlungsarbeit, in Folge 1 erst kurz vor Schluss.
- „Die drei Ausrufezeichen sind gut, die drei Ausrufezeichen sind besser, die drei Ausrufezeichen sind unschlagbar!“ – immer am Ende einer Hörspiel-Folge.

## Hauptfiguren

### Kim Jülich
Die 13-jährige Kim hat kurze braune Haare, braune Augen und ist die Gründerin der drei !!!. Sie ist pflichtbewusst, ehrlich, diplomatisch und vermittelnd. Sie ist mit Franzi auf der Georg-Lichtenberg-Gesamtschule. Sie schreibt Tagebuch, weil sie Krimiautorin oder Detektivin werden will, und kennt sich gut mit Technik aus. Ihre Mutter Brigitte ist Schuldirektorin, ihr Vater Peter Uhrmacher und sie hat zwei 10-jährige kleine Brüder, die Zwillinge Ben und Lukas, mit denen sie oft Streit hat. Zu ihrer Familie gehört auch der Familienhund Pablo. Kim ist ein Sport-Muffel, was sie bei Fällen manchmal behindert. Kim archiviert alle wichtigen Dinge aus dem Detektivalltag auf ihrem Computer. Sie hat eine Schwäche für Süßigkeiten, vor allem für Schokolade, weshalb sie sich oft zu dick fühlt, auch mit engen Räumen kommt sie nicht klar. Ihr Ex-Freund Michi Millbrandt hilft den Mädchen häufig mit seinem Experimentierkasten. Seit Fall Nummer 72 ist sie mit David Lindemann zusammen, den sie aus einem Schreibworkshop kennt. Später trennt sie sich von ihm. In Band 116 ist Kim verliebt in die gleichaltrige Camilla. Ihre Sprecherin ist Mia Diekow.

### Franziska Winkler
Franziska „Franzi“ Winkler wird von allen für ihr sportliches Talent, das in vielen Fällen hilfreich ist, beneidet. Sie ist 13 Jahre alt, hat schulterlange rote Haare und grüne Augen. Franzi lebt auf einem kleinen Bauernhof, auf dem sich auch das Hauptquartier der Mädchen – ein alter Pferdeschuppen – befindet, und ist ausgesprochen tierlieb. Deshalb hilft sie ihrem Vater, einem Tierarzt mit eigener Praxis, oftmals aus. Ihre Mutter betreibt einen erfolgreichen Backservice. Später gründet sie ein kleines Hofcafé, das sie gemeinsam für bestimmte Events öffnet. Franzi hat ein schwarzes Pony namens Tinka und ein hinkendes Huhn namens Polly. Sie hat einen älteren 18-jährigen Bruder namens Stefan und eine 16-jährige Schwester namens Christiane („Chrissie“). Franzi hat eine Großmutter namens Lotti, die sie mit Kim und Marie öfters besucht. Als Oma Lotti älter wird, zieht sie zu Franzi und ihrer Familie, im Fall 48 stirbt sie. Franzi ist bis zum Fall 13 mit Benni Hofer zusammen. Sie verliebt sich in den Halbmexikaner Felipe, mit dem die Komplikationen beendet werden. Ihr neuer Freund ist Blake, der im Rollstuhl sitzt. Sie wird von Sonja Stein gesprochen.

### Marie Grevenbroich
Die 14-jährige Marie ist die älteste der drei !!!. Marie hat lange blonde Haare und blaue Augen und sie geht aufs Heinrich-Heine-Gymnasium. Sie lebt mit ihrem alleinerziehenden Vater Helmut Grevenbroich in einem Penthouse. Ihr Vater ist ein gut verdienender Schauspieler, der die männliche Hauptrolle (Kommissar Brockmeier) in einer berühmten Vorabendserie (Die Vorstadtwache) spielt. Maries Mutter Anne starb im jungen Alter durch einen Autounfall. Marie ist immer auf dem neuesten Stand der Mode. Ihr Kleiderschrank ist mit den Kleidungsstücken gut gefüllt, sodass die drei !!! für Verkleidungen Maries Kleiderschrank nutzen können. Marie kommt oft zu spät zu den Detektiv-Treffen. Sie legt großen Wert auf ihr Äußeres. Im Verlauf der Serie findet ihr Vater eine neue Partnerin. Tessa hat eine 12-jährige Tochter namens Lina, mit der sich Marie nicht besonders gut versteht. Die Patchwork-Familie lebt einige Zeit im Penthouse; als es zu klein wird, zieht sie in eine alte Villa im Ostviertel. Tessa wird schwanger und Marie bekommt einen Halbbruder namens Finn, später heiraten Helmut und Tessa. Marie hat einen Freund namens Holger. Merete Brettschneider ist Maries Stimme.

## Bücher und Hörspiele
Die Bücher sind als gebundene Ausgabe und als Taschenbuch erschienen und wurden unter anderem von Ina Biber und Natascha Römer illustriert. Jeder Band hat 128 Seiten, die Bände 11, 16, 25, 33 und 39 weisen 144 Seiten auf und der Band 43 hat 156 Seiten. Nach Verlagsangaben wenden sich die Romane/Krimis an Mädchen ab zehn Jahren.
Seit 2009 erscheinen Hörspiele der Serie bei Sony – wie die Hörspiele der drei ??? unter dem Label Europa.

| Folge           | Titel                                                                                               | Autorin                         | Erscheinungsjahr | Erscheinungsjahr |
| Folge           | Titel                                                                                               | Autorin                         | Buch             | Hörspiel         |
| --------------- | --------------------------------------------------------------------------------------------------- | ------------------------------- | ---------------- | ---------------- |
| 1               | Die Handy-Falle                                                                                     | Maja von Vogel                  | 2006             | 2009             |
| 2               | Betrug beim Casting                                                                                 | Henriette Wich                  | 2006             | 2009             |
| 3               | Gefährlicher Chat                                                                                   | Henriette Wich                  | 2006             | 2009             |
| 4               | Gefahr im Fitness-Studio                                                                            | Maja von Vogel                  | 2006             | 2009             |
| 5               | Tatort Paris                                                                                        | Henriette Wich                  | 2006             | 2009             |
| 6               | Skandal auf Sendung                                                                                 | Maja von Vogel                  | 2006             | 2010             |
| 7               | Skaterfieber                                                                                        | Henriette Wich                  | 2007             | 2010             |
| 8               | Vorsicht, Strandhaie                                                                                | Maja von Vogel                  | 2007             | 2010             |
| 9               | Im Bann des Tarots                                                                                  | Henriette Wich                  | 2007             | 2010             |
| 10              | Tanz der Hexen                                                                                      | Maja von Vogel                  | 2007             | 2010             |
| 11              | Kuss-Alarm                                                                                          | Henriette Wich                  | 2008             | 2010             |
| 12              | Popstar in Not                                                                                      | Maja von Vogel                  | 2008             | 2011             |
| 13              | Gefahr im Reitstall                                                                                 | Henriette Wich                  | 2008             | 2011             |
| 14              | Spuk am See                                                                                         | Maja von Vogel                  | 2008             | 2011             |
| 15              | Duell der Topmodels                                                                                 | Henriette Wich                  | 2008             | 2011             |
| 16              | Total verknallt!                                                                                    | Henriette Wich, Maja von Vogel  | 2009             | 2011             |
| 17              | Gefährliche Fracht                                                                                  | Henriette Wich                  | 2009             | 2012             |
| 18              | V.I.P.-Alarm                                                                                        | Maja von Vogel                  | 2009             | 2012             |
| 19              | Teuflisches Handy                                                                                   | Henriette Wich                  | 2009             | 2012             |
| 20              | Beutejagd am Geistersee                                                                             | Maja von Vogel                  | 2009             | 2012             |
| 21              | Skandal auf der Rennbahn                                                                            | Petra Steckelmann               | 2009             | 2012             |
| 22              | Jagd im Untergrund                                                                                  | Mira Sol                        | 2010             | 2012             |
| 23              | Undercover im Netz                                                                                  | Maja von Vogel                  | 2010             | 2013             |
| 24              | Fußballstar in Gefahr                                                                               | Henriette Wich                  | 2010             | 2013             |
| 25              | Herzklopfen!                                                                                        | Maja von Vogel                  | 2010             | 2013             |
| 26              | Tatort Filmset                                                                                      | Henriette Wich                  | 2010             | 2013             |
| 27              | Vampire in der Nacht                                                                                | Petra Steckelmann               | 2010             | 2013             |
| 28              | Achtung, Promihochzeit                                                                              | Henriette Wich                  | 2011             | 2013             |
| 29              | Panik im Freizeitpark                                                                               | Mira Sol                        | 2011             | 2013             |
| 30              | Falsches Spiel im Internat                                                                          | Maja von Vogel                  | 2011             | 2014             |
| 31              | Betrug in den Charts                                                                                | Petra Steckelmann               | 2011             | 2014             |
| 32              | Party des Grauens                                                                                   | Maja von Vogel                  | 2011             | 2014             |
| 33              | Küsse im Schnee                                                                                     | Henriette Wich                  | 2011             | 2014             |
| 34              | Brandgefährlich!                                                                                    | Maja von Vogel                  | 2012             | 2014             |
| 35              | Diebe in der Lagune                                                                                 | Henriette Wich                  | 2012             | 2015             |
| 36              | SOS per GPS                                                                                         | Mira Sol                        | 2012             | 2015             |
| 37              | Mission Pferdeshow                                                                                  | Henriette Wich                  | 2012             | 2015             |
| 38              | Stylist in Gefahr                                                                                   | Mira Sol                        | 2012             | 2015             |
| 39              | Verliebte Weihnachten                                                                               | Maja von Vogel                  | 2012             | 2015             |
| 40              | Achtung, Spionage!                                                                                  | Henriette Wich                  | 2013             | 2015             |
| 41              | Im Bann des Flamenco                                                                                | Mira Sol                        | 2013             | 2016             |
| 42              | Das Geheimnis der alten Villa                                                                       | Maja von Vogel                  | 2013             | 2016             |
| 43              | Nixensommer                                                                                         | Mira Sol                        | 2013             | 2016             |
| 44              | Skandal im Café Lomo                                                                                | Henriette Wich                  | 2013             | 2016             |
| 45              | Tatort Geisterhaus                                                                                  | Maja von Vogel                  | 2013             | 2016             |
| 46              | Filmstar in Gefahr                                                                                  | Henriette Wich                  | 2014             | 2016             |
| 47              | Unter Verdacht                                                                                      | Maja von Vogel                  | 2014             | 2017             |
| 48              | Die Maske der Königin                                                                               | Mira Sol                        | 2014             | 2017             |
| 49              | Skandal auf dem Laufsteg                                                                            | Mira Sol                        | 2014             | 2017             |
| 50              | Freundinnen in Gefahr! (Trilogie) 1. Verlorenes Herz 2. Spuren der Vergangenheit 3. Falsche Freunde | Mira Sol                        | 2014             | 2017             |
| 51              | Krimi-Dinner                                                                                        | Henriette Wich                  | 2014             | 2017             |
| 52              | Das rote Phantom                                                                                    | Maja von Vogel                  | 2015             | 2018             |
| 53              | Hochzeitsfieber!                                                                                    | Henriette Wich                  | 2015             | 2018             |
| 54              | Klappe und Action!                                                                                  | Mira Sol                        | 2015             | 2018             |
| 55              | Wildpferd in Gefahr                                                                                 | Mira Sol                        | 2015             | 2018             |
| 56              | Geheimnis im Düstermoor                                                                             | Maja von Vogel                  | 2015             | 2018             |
| 57              | Tatort Kreuzfahrt                                                                                   | Henriette Wich                  | 2015             | 2018             |
| 58              | Gorilla in Not                                                                                      | Ann-Katrin Heger                | 2016             | 2018             |
| 59              | Das geheime Parfüm                                                                                  | Mira Sol                        | 2016             | 2019             |
| 60              | Liebeschaos                                                                                         | Maja von Vogel                  | 2016             | 2019             |
| 61              | Der Fall Dornröschen                                                                                | Kari Erlhoff                    | 2016             | 2019             |
| 62              | Spuk am Himmel                                                                                      | Mira Sol                        | 2016             | 2019             |
| 63              | Flammen in der Nacht                                                                                | Maja von Vogel                  | 2016             | 2019             |
| 64              | Der Graffiti-Code                                                                                   | Kirsten Vogel                   | 2017             | 2019             |
| 65              | Heuler in Not                                                                                       | Maja von Vogel                  | 2017             | 2020             |
| 66              | Tanz der Herzen                                                                                     | Ann-Katrin Heger                | 2017             | 2020             |
| 67              | Tatort Geisterbahn                                                                                  | Mira Sol                        | 2017             | 2020             |
| 68              | Gefahr im Netz                                                                                      | Kari Erlhoff                    | 2017             | 2020             |
| 69              | Nacht der Wölfe                                                                                     | Maja von Vogel                  | 2017             | 2020             |
| 70              | Gefährliches Spiel                                                                                  | Kirsten Vogel                   | 2018             | 2020             |
| 71              | Gefahr in den Ruinen                                                                                | Maja von Vogel                  | 2018             | 2021             |
| 72              | Kuss der Meerjungfrau                                                                               | Mira Sol                        | 2018             | 2021             |
| 73              | Legende der Einhörner                                                                               | Mira Sol                        | 2018             | 2021             |
| 74              | Rätsel der Vergangenheit                                                                            | Maja von Vogel                  | 2018             | 2021             |
| 75              | Tatort Hollywood (Trilogie) 1. Falscher Verdacht 2. Gefahr im Paradies 3. Der Juwelenraub           | Kirsten Vogel, Ann-Katrin Heger | 2018             | 2021             |
| 76              | #Falscher Ruhm                                                                                      | Ann-Katrin Heger                | 2019             | 2021             |
| 77              | Achtung, Gaunerzeichen                                                                              | Maja von Vogel                  | 2019             | 2022             |
| 78              | Das Bienengeheimnis                                                                                 | Kirsten Vogel                   | 2019             | 2022             |
| 79              | Vier Pfoten in Gefahr                                                                               | Mira Sol                        | 2019             | 2022             |
| 80              | Ein echt schöner Fall                                                                               | Kari Erlhoff                    | 2019             | 2022             |
| 81              | Geheimnis im Spukhotel                                                                              | Maja von Vogel                  | 2019             | 2022             |
| 82              | Das Konfetti-Komplott                                                                               | Maja von Vogel                  | 2020             | 2023             |
| 83              | Voller Einsatz für die Erde                                                                         | Kirsten Vogel                   | 2020             | 2023             |
| 84              | Luftballon-Küsse                                                                                    | Ann-Katrin Heger                | 2020             | 2023             |
| 85              | Ein Fall mit Herz und Huf                                                                           | Kirsten Vogel                   | 2020             | 2023             |
| 86              | Rätselhafter Raub                                                                                   | Mira Sol                        | 2020             | 2024             |
| 87              | Geheimnisvoller Liebestrank                                                                         | Ann-Katrin Heger                | 2020             | 2024             |
| 88              | Die Krimi-Verschwörung                                                                              | Maja von Vogel                  | 2021             | 2024             |
| 89              | Der Fluch der Fee                                                                                   | Ann-Katrin Heger                | 2021             | 2024             |
| 90              | Mission Gipfelglück                                                                                 | Mira Sol                        | 2021             | 2025             |
| 91              | Geburtstagsdiebe                                                                                    | Ann-Katrin Heger                | 2021             | 2025             |
| 92              | Geheimnis am Fluss                                                                                  | Kirsten Vogel                   | 2021             | 2025             |
| 93              | Abenteuer-Küsse                                                                                     | Kari Erlhoff                    | 2022             | 2025             |
| 94              | Unheimliches Meeresleuchten                                                                         | Jule Ambach                     | 2022             | –                |
| 95              | Falle im alten Kino                                                                                 | Maja von Vogel                  | 2022             | –                |
| 96              | Abenteuer Afrika                                                                                    | Kirsten Vogel                   | 2022             | –                |
| 97              | Rätsel der alten Eiche                                                                              | Maja von Vogel                  | 2022             | –                |
| 98              | Influencerin in Not                                                                                 | Jule Ambach                     | 2022             | –                |
| 99              | Spuk auf dem Campingplatz                                                                           | Ann-Katrin Heger                | 2023             | –                |
| 100             | Detektivinnen in Gefahr                                                                             | Kirsten Vogel                   | 2023             | –                |
| 101             | Alpaka-Alarm                                                                                        | Mira Sol                        | 2023             | –                |
| 102             | Tatort Tierarztpraxis                                                                               | Ann-Katrin Heger                | 2023             | –                |
| 103             | Sushi-Sabotage                                                                                      | Mira Sol                        | 2023             | –                |
| 104             | Gefahr im Smart Home                                                                                | Kari Erlhoff                    | 2023             | –                |
| 105             | Superheldin in Gefahr                                                                               | Ann-Katrin Heger                | 2024             | –                |
| 106             | Abenteuer Australien                                                                                | Kirsten Vogel                   | 2024             | –                |
| 107             | Einsatz im Kletterwald                                                                              | Jule Ambach                     | 2024             | –                |
| 108             | Verrat im Internat                                                                                  | Kari Erlhoff                    | 2024             | –                |
| 109             | Tatort Blumenfarm                                                                                   | Jule Ambach                     | 2024             | –                |
| 110             | Theater der Vampire                                                                                 | Ann-Katrin Heger                | 2024             | –                |
| 111             | Der Ponyhof-Skandal                                                                                 | Ann-Katrin Heger                | 2025             | _                |
| 112             | Einsatz im Heißluftballon                                                                           | Kirsten Vogel                   | 2025             | _                |
| 113             | Magie der Hexe                                                                                      | Maja von Vogel                  | 2025             | _                |
| 114             | Schmetterlinge in Gefahr                                                                            | Mira Sol                        | 2025             | _                |
| 115             | Sternschnuppen-Nächte                                                                               | Jule Ambach                     | 2025             | _                |
| 116             | Geheimnis des alten Friedhofs                                                                       | Kirsten Vogel                   | 2025             | _                |
| Anmerkungen: 1. | |                                 |                  |                  |

### Sonderbände
- Tatort Weihnachtsmarkt (2012, Adventskalender, Maja von Vogel, Henriette Wich, ISBN 978-3-551-31550-2)
- Engel in Gefahr (2013, Adventskalender, Mira Sol, ISBN 978-3-440-13323-1)
- Eisprinzessin in Not (2014, Adventskalender, Maja von Vogel, Henriette Wich, ISBN 978-3-551-31749-0)
- Geheimnis im Schnee (2015, Adventskalender, Mira Sol, ISBN 978-3-551-31884-8)
- Das geheime Buch (2016, Mira Sol, ISBN 978-3-440-12624-0)
- Weihnachtsmann gesucht! (2016, Adventskalender, Maja von Vogel, ISBN 978-3-440-14929-4)
- Nacht der Elfen (2017, Mira Sol, ISBN 978-3-440-17066-3)
- Das Weihnachtsrätsel (2017, Adventskalender, Maja von Vogel, ISBN 978-3-440-14891-4)
- Das Rätsel der Eulen (2018, Ann-Katrin Heger, ISBN 978-3-440-15978-1)
- Die Marzipan-Mission (2019, Adventskalender, Maja von Vogel, ISBN 978-3-440-16371-9)
- Rätselhafte Himmelszeichen (2020, Kirsten Vogel, ISBN 978-3-440-16807-3)
- Eingeschneit im Märchenwald (2020, Adventskalender, Jule Ambach, Kirsten Vogel, ISBN 978-3-440-16228-6)
- Paradies in Not (2021, Kirsten Vogel, Ann-Katrin Heger, ISBN 978-3-440-17077-9)
- Mysteriöse Schatten in der Schule (2022, Kirsten Vogel, Ann-Katrin Heger, ISBN 978-3-440-17345-9)
- Der geheime Komplize (2022, Escape-Konzept-Buch, Jule Ambach, Anne Scheller, ISBN 978-3-440-17477-7)
- Weihnachtsponys in Gefahr (2022, Adventskalender, Ann-Katrin Heger, ISBN 978-3-440-17356-5)
- Verdacht auf dem Reiterhof (2023, Extraband mit Sachwissensseiten, Julie Bender, ISBN 978-3-440-17511-8)
- Wirbel im Weihnachtshotel (2023, Adventskalender, Maja von Vogel, ISBN 978-3-440-17721-1)

### Pocket-Bücher
- 1: Die Pony-Verschwörung (2015, Kari Erlhoff, ISBN 978-3-440-15017-7)
- 2: Spuk der Vergangenheit (2015, Ann-Katrin Heger, ISBN 978-3-440-15018-4)
- 3: Nacht der Prinzessinnen (2015, Kari Erlhoff, ISBN 978-3-440-15022-1)
- 4: Fahrrad-Alarm (2015, Ann-Katrin Heger, ISBN 978-3-440-15023-8)

### Reisekrimis
- Täter, Tortilla und ganz viel Barcelona (2020, Ann-Katrin Heger, ISBN 978-3-440-16529-4)
- Chaos, Currywurst und ganz viel Berlin (2020, Kirsten Vogel, ISBN 978-3-440-16531-7)
- Betrug, Baguette und ganz viel Paris (2020, Henriette Wich, ISBN 978-3-440-16532-4)
- Tatort, Tee und ganz viel London (2020, Kari Erlhoff, ISBN 978-3-440-16530-0)
- Ganoven, Gouda und ganz viel Amsterdam (2021, Jule Ambach, ISBN 978-3-440-17151-6)
- Spione, Spaghetti und ganz viel Venedig (2021, Henriette Wich, ISBN 978-3-440-17146-2)
- Diebe, Donuts und ganz viel New York (2022, Jule Ambach, ISBN 978-3-440-17331-2)
- Sabotage, Sachertorte und ganz viel Wien (2022, Mira Sol, ISBN 978-3-440-17332-9)
- Krimi, Krabben und ganz viel Nordsee (2023, Julie Bender, ISBN 978-3-440-17514-9)
- Betrug, Brezn und ganz viel München (2024, Henriette Wich, ISBN 978-3-440-17747-1)

### Sammelbände
- 1, 2, 3 – Power! (Die Handy-Falle (Band 1), Betrug beim Casting (Band 2), Gefährlicher Chat (Band 3); 2010, Maja von Vogel, Henriette Wich, ISBN 978-3-440-12561-8)
- 1, 2, 3 – Action! (Skaterfieber (Band 7), Vorsicht, Strandhaie (Band 8), Im Bann des Tarots (Band 9); 2012, Maja von Vogel, Henriette Wich, ISBN 978-3-440-12658-5)
- 1, 2, 3 – Magie! (Tanz der Hexen (Band 10), Popstar in Gefahr (Band 12), Gefahr im Reitstall (Band 13); 2013, Maja von Vogel, Henriette Wich, ISBN 978-3-440-13812-0)
- 1, 2, 3 – Ferien! (Spuk am See (Band 14), Duell der Topmodels (Band 15); 2015, Maja von Vogel, Henriette Wich, ISBN 978-3-440-14278-3)
- 1, 2, 3 – Skandal! (Gefährliche Fracht (Band 17), V.I.P.-Alarm (Band 18); 2015, Maja von Vogel, Henriette Wich, ISBN 978-3-440-14614-9)
- 1, 2, 3 – Style! (Stylist in Gefahr (Band 38), Party des Grauens (Band 32); 2015, Maja von Vogel, Mira Sol, ISBN 978-3-440-14911-9)
- 1, 2, 3 – Abenteuer! (Teuflisches Handy (Band 19), Beutejagd am Geistersee (Band 20); 2016, Maja von Vogel, Henriette Wich, ISBN 978-3-440-15098-6)
- 1, 2, 3 – Weihnachten! (Küsse im Schnee (Band 33), Verliebte Weihnachten (Band 39); 2016, Maja von Vogel, Henriette Wich, ISBN 978-3-440-15038-2)
- 1, 2, 3 – Sommer! (Skandal auf der Rennbahn (Band 21), Jagd im Untergrund (Band 22); 2017, Mira Sol, Petra Steckelmann, ISBN 978-3-440-15366-6)
- 1, 2, 3 – Freundschaft! (Undercover im Netz (Band 23), Fußballstar in Gefahr (Band 24); 2018, Maja von Vogel, Henriette Wich, ISBN 978-3-440-16134-0)
- 1, 2, 3 – Film ab! (Tatort Filmset (Band 26), Klappe und Action (Band 54); 2019, Henriette Wich, Petra Steckelmann, ISBN 978-3-440-16240-8)
- 1, 2, 3 – Tierliebe (Gefährliche Fracht (Band 17), Gorilla in Not (Band 58); 2022, Henriette Wich, Ann-Katrin Heger, ISBN 978-3-440-17476-0)

### Hörspiel-Adventskalender
Seit 2013 erscheint jährlich ein Hörspiel-Adventskalender als Doppel-CD, 2018 und 2020 erschienen keine.
- Engel in Gefahr (2013, ISBN 978-3-8032-3856-6)
- Eisprinzessin in Not (2014, ISBN 978-3-8032-3857-3)
- Geheimnis im Schnee (2015, ISBN 978-3-8032-3858-0)
- Weihnachtsmann gesucht! (2016, ISBN 978-3-8032-3859-7)
- Das Weihnachtsrätsel (2017, ISBN 978-3-8032-6190-8)
- Wintertraum in Gefahr (2019, ISBN 978-3-8032-6191-5)
- Die Marzipan-Mission (2021, ISBN 978-3-440-16371-9)
- Geheimnisse zur Weihnachtszeit (2022, ISBN 978-3-8032-6193-9)
- Weihnachtsponys in Gefahr (2023, ISBN 978-3-440-50516-8)
- Wirbel im Weihnachtshotel (2024)

## Spiele
- Die drei !!! – Auf der Spur (App für iOS und Android)
- Die drei !!! – Tatort Modenschau (App für iOS und Android)
- Die drei !!! – Skandal im Tierheim (App für iOS und Android)
- Die drei !!! – Dein Style! (App für iOS und Android)
- Die drei !!! – Picknickdrama (App für iOS und Android)